# Imène Merrouche
Imène Merrouche, née le 25 avril 1994 est une footballeuse internationale algérienne. Elle évolue au poste d’attaquante au FC Constantine et en équipe nationale d'Algérie.

## Biographie
Avec l'équipe d'Algérie, Imène Merrouche participe au Championnat d'Afrique féminin 2014 et à la Coupe d'Afrique des Nations 2018,.